# Eduardo Martínez
Eduardo Esteban Martínez (Necochea, 25 settembre 1961) è un ex pallavolista ed ex giocatore di beach volley argentino, di ruolo schiacciatore.

## Carriera

### Pallavolo

#### Club

Martínez (in basso, primo da sinistra) alla Panini nel 1983

La sua carriera inizia nel 1979 con il Ferro Carril Oeste, con cui vincerà 3 campionati argentini.
Nella stagione 1982-83 passa alla Panini, squadra con cui vince due Coppe CEV.
Nella stagione 1984-1985 approda in Brasile giocando per il Bradesco Atlântica e, la stagione seguente, ritorna a Modena, con cui vince un campionato italiano, una Coppa Italia e una Coppa delle Coppe.
Successivamente continua a fare la spola tra Italia, Argentina e Francia giocando per il Club Sportivo Italiano, l'Agrigento, l'Capurso Gioia, il Cannes e il Galileo Giovolley, senza però vincere ulteriori trofei.
Dopo una stagione passata in Francia, di nuovo a Cannes, chiude temporaneamente la sua carriera nel Palmeiras.
Ritorna al volley giocato nella stagione 2001-02, in Argentina, con il Social Monteros, con cui giocherà fino al ritiro avvenuto nel 2004.

#### Nazionale
Nel 1982, con la nazionale, vince la medaglia di bronzo ai campionati mondiali in compagnia di giocatori come Waldo Kantor, Daniel Castellani, Jon Uriarte e Raúl Quiroga. Due anni dopo partecipa per la prima volta ai Giochi olimpici, chiudendo al 6º posto il torneo di Los Angeles 1984.
Con la sua nazionale ha vinto due medaglie di bronzo, una ai Giochi panamericani 1983, e l'altra ai Giochi olimpici di Seul 1988.

### Beach volley

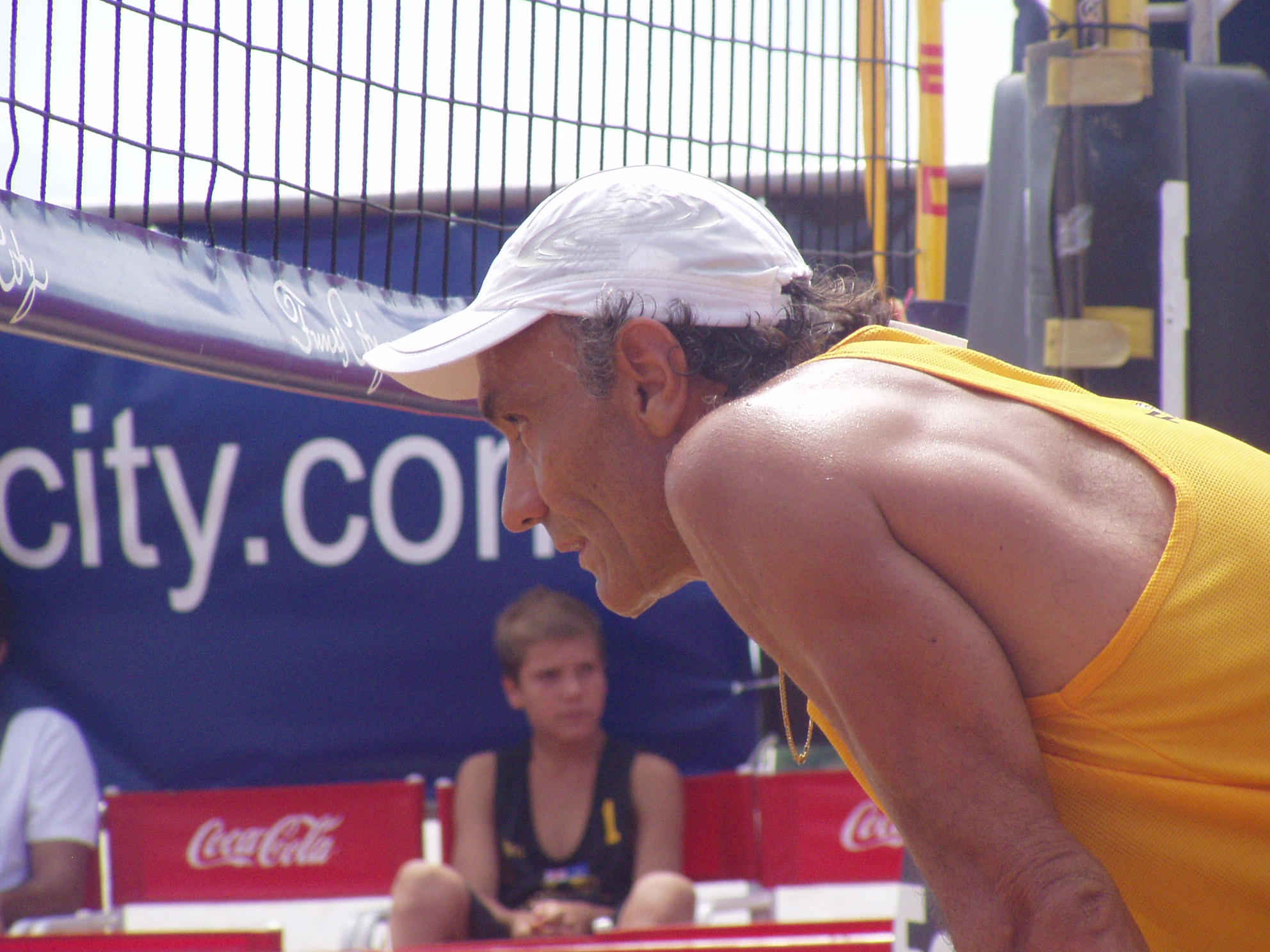
Martínez impegnato in una sfida di beach volley nel 2010

Dedicatosi al beach volley dopo la carriera pallavolistica, fa coppia per quasi tutta la sua carriera con Martín Conde con cui, oltre a vincere vari tornei e ottenere buoni piazzamenti, parteciperà a due olimpiadi senza però ottenere posizioni di rilievo.

## Palmarès

### Pallavolo

#### Club
- Campionato argentino: 3

1979-80, 1980-81, 1981-82
- Campionato italiano: 1

1985-86
- Coppa Italia: 1

1985-86
- Coppa delle Coppe: 1

1985-86
- Coppa CEV: 2

1982-83, 1983-84

#### Nazionale (competizioni minori)
- Giochi panamericani 1983